# Wiktor Ryl

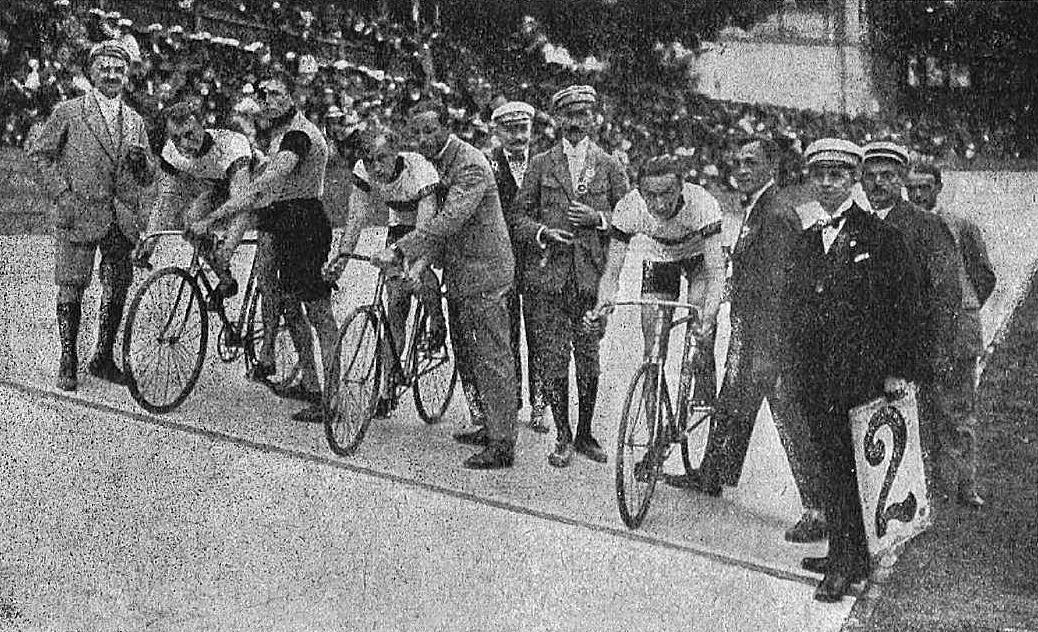
„Iko” (pierwszy z lewej) przed finałem MP 1923. Obok Józef Lange i Tomasz Stankiewicz

Wiktor Ryl, ps. Iko (ur. 11 stycznia 1895 w Luboniu, zm. 30 grudnia 1976 w Konstancinie) – podpułkownik pilot Wojska Polskiego II RP, kolarz.

## Życiorys
Urodził się 11 stycznia 1895 w Luboniu, w rodzinie Jana i Władysławy z Malanowiczów. Uczęszczał do gimnazjum w Piotrogrodzie, maturę zdał w 1916. 
Od 1 października 1916 do 2 stycznia 1918 służył w armii rosyjskiej. 5 listopada 1918 kierował akcją przejęcia przez Polską Organizację Wojskową lotniska w Lublinie. Na zajętym lotnisku rozpoczął tworzenie polskiej jednostki lotniczej. W listopadzie został żołnierzem Wojska Polskiego. Jako obserwator i pilot 19 eskadry myśliwskiej, w randze podporucznika, brał udział w wojnie z Rosją. W 1920 ukończył Francuską Szkołę Pilotów. Później kontynuował służbę w WP jako pilot, awansował do stopnia kapitana. 
W 1924 objął dowództwo 18 eskadry myśliwskiej i sprawował je do stycznia 1925. Był referentem i oficerem do zleceń w Departamencie Aeronautyki Ministerstwa Spraw Wojskowych, od 1936 kierownikiem Samodzielnego Referatu Ogólnego w Dowództwie Lotnictwa MSWojsk. Na stopień majora został mianowany ze starszeństwem z 19 marca 1937 i 3. lokatą w korpusie oficerów lotnictwa, grupa liniowa. 
Uczestniczył w kampanii wrześniowej, walczył w Polskich Siłach Zbrojnych, dowodził polskimi eskadrami lotniczymi w Marakeszu (Maroko) i Maison Blanche (Algieria). Posiadał numer służbowy RAF P-1022. Odszedł z armii w stopniu podpułkownika, po wojnie wrócił do Polski.
Od 1909 roku uprawiał wyczynowo kolarstwo. W latach 1910 i 1911 startował w kolarskich mistrzostwach Królestwa Polskiego. W sierpniu 1923 był członkiem polskiej drużyny w wyścigu na 4 km na dochodzenie na torze, która zadebiutowała w mistrzostwach świata w Zurychu. W 1923 roku zdobył wicemistrzostwo Polski w sprincie. W lipcu 1924 był rezerwowym zawodnikiem drużyny na igrzyskach olimpijskich w Paryżu. Uprawiał również sport motocyklowy i samochodowy.
Pochowany w Piotrkowie Trybunalskim.

## Ordery i odznaczenia
- Krzyż Walecznych (za wojnę 1920)
- Medal Lotniczy (czterokrotnie)
- Złoty Krzyż Zasługi (1938)[10][7]
- Krzyż Kawalerski Orderu Korony Jugosłowiańskiej (Jugosławia, przed 1935)[11]
- Krzyż Oficerski Orderu Leopolda (Belgia, 1937)[12]
- Krzyż Oficerski Orderu Zasługi Wojskowej (Bułgaria, 1936)[13]
- Kawaler I Klasy Orderu Miecza (Szwecja, 1934)[14][11]
- Krzyż Kawalerski Orderu Wojskowego Avis (Portugalia, 1932)
- Krzyż Kawalerski Orderu Krzyża Orła (Estonia)[15]
- francuska Odznaka Pilota (1929)[16]
- łotewska Odznaka Lotnicza[17]
- rumuńska Odznaka Pilota (1929)[18]